# UPA Next
UPA Next es una serie española de drama musical producida por Globomedia para Atresplayer Premium, secuela de la serie española Un paso adelante que fue creada por Ernesto Pozuelo, Pilar Nadal, Jesús del Cerro, Daniel Écija y Juan Carlos Cueto y emitida en Antena 3 desde 2002 hasta 2005. Está protagonizada por Miguel Ángel Muñoz, Beatriz Luengo y Mónica Cruz, quienes vuelven a interpretar sus personajes de la serie original, junto a un reparto de caras nuevas formado por Quique González, Mónica Mara, Marc Betriu, Claudia Lachispa, Almudena Salort, Marc Soler, Karina Soro, Alex Medina, Nuno Gallego, Lucas Velasco y Marta Guerras. El primer capítulo se estrenó en Atresplayer el 25 de diciembre de 2022, mientras que el resto de la serie se estrenará en 2023.

## Trama
15 años después del final de Un paso adelante, Rober regresa de Estados Unidos con la idea de montar un gran musical y recoja los antiguos éxitos de UPA junto a otros nuevos, para brillar como años atrás. Junto a Silvia (Mónica Cruz) y Lola (Beatriz Luengo), pondrán en marcha las pruebas de acceso para la Escuela de Artes Escénicas "Carmen Arranz", donde participarán una nueva cantera de alumnos, bailarines, cantantes y compositores, que puedan intervenir en el musical y traer nuevos ritmos al centro. Al equipo docente se unirán Luiso (Lucas Velasco) y Sira (Marta Guerras), que se enfrentarán a una nueva generación de jóvenes, con los que chocarán y se adentrarán en las nuevas culturas y estilos actuales.

## Reparto
- Miguel Ángel Muñoz como Roberto "Rober" Arenales
- Beatriz Luengo como Lola Fernández
- Mónica Cruz como Silvia Jáuregui
- Mónica Mara como Andrea Romero
- Quique González como Omar Reyes
- Marc Betriu como Luca Madariaga
- Marc Soler como Sergio Aranda Fernández
- Claudia Lachispa como Elvira Morcillo Heredia
- Almudena Salort como Lala Lazy
- Lucas Velasco como Luiso
- Marta Guerras como Sira
- Laura de la Uz como la madre de Quique
- Karina Soro como Tara
- Alex Medina como Suso
- Nuno Gallego como Darío
- María Córdoba como Yolanda

con la colaboración especial de
- Lola Herrera como Carmen Arranz
- Natalia Millán como Adela Ramos

## Capítulos
| N.º | Título       | Dirigido por               | Escrito por                                                                        | Fecha de lanzamiento original |
| --- | ------------ | -------------------------- | ---------------------------------------------------------------------------------- | ----------------------------- |
| 1   | «Capítulo 1» | Sandra Gallego y Lucas Gil | Emilio Díez y Abraham Sastre                                                       | 25 de diciembre de 2022       |
| 2   | «Capítulo 2» | Sandra Gallego y Lucas Gil | Emilio Díez, Abraham Sastre, Álvaro Bermúdez de Castro, Javier Galán y Raquel Haro | 7 de mayo de 2023             |
| 3   | «Capítulo 3» | Sandra Gallego             | Emilio Díez, Abraham Sastre, Álvaro Bermúdez de Castro, Javier Galán y Raquel Haro | 14 de mayo de 2023            |
| 4   | «Capítulo 4» | Sandra Gallego             | Emilio Díez, Abraham Sastre, Álvaro Bermúdez de Castro, Javier Galán y Raquel Haro | 21 de mayo de 2023            |
| 5   | «Capítulo 5» | Jacob Santana              | Emilio Díez, Abraham Sastre, Álvaro Bermúdez de Castro, Javier Galán y Raquel Haro | 28 de mayo de 2023            |
| 6   | «Capítulo 6» | Sandra Gallego             | Emilio Díez, Abraham Sastre, Álvaro Bermúdez de Castro, Javier Galán y Raquel Haro | 4 de junio de 2023            |
| 7   | «Capítulo 7» | Jacob SAntana              | Emilio Díez, Abraham Sastre, Álvaro Bermúdez de Castro, Javier Galán y Raquel Haro | 11 de junio de 2023           |
| 8   | «Capítulo 8» | Sandra Gallego             | Emilio Díez y Abraham Sastre                                                       | 18 de junio de 2023           |

## Producción
El 13 de diciembre de 2021, durante el Atresplayer Premium Day, Atresplayer Premium anunció una serie secuela de Un paso adelante, UPA Next, entre sus novedades en desarrollo. En marzo de 2022, Miguel Ángel Muñoz (quien ya había mostrado interés en formar parte de la serie), Mónica Cruz y Beatriz Luengo fueron confirmados como los actores que volverían a encarnar sus personajes de la serie original. El reparto completo fue confirmado el 14 de julio de 2022. El 28 de mayo de 2022, en una entrevista con El Español, Pablo Puyol contó que no estaría en la serie secuela, y que no le habían llamado para repetir su papel de la serie original. En respuesta, Javier Pons, el director general de Globomedia, explicó que "estuvimos hablando con [Pablo Puyol] y valoramos su incorporación" y que, aunque al final no fuera posible, "sí que habrá algún guiño cariñoso hacia su personaje" y que "una serie con tantos personajes no puede recuperar a todos".
En abril de 2022, Atresplayer organizó un casting para buscar a los integrantes del cuerpo de baile de la serie, apodado el #UPANextChallenge mediante desafíos de baile diseñados por el coreógrafo de la serie, Toni Espinosa, y apadrinados por bailarines profesionales, cuyos participantes debían realizar en TikTok e Instagram. Después de los desafíos, los seleccionados pasarían a un casting presencial mediante el cual serían evaluados por el equipo de la serie. Más de 500 aspirantes se apuntaron al concurso, de los cuales se eligieron 27 finalistas para el casting presencial, entre los cuales 10 personas serían seleccionadas, cinco de ellas participando en la serie de manera fija. En junio, Pablo Brotons, Diana Wondy, Lucrecia Petraglia, Diego Rey y Valeria Jones fueron anunciados como los ganadores del concurso y los bailarines fijos de la serie.
El 7 de junio de 2022, Chanel Terrero fue originalmente anunciada como fichaje de la serie, pero al final no participó en la misma por conflictos de fechas. El rodaje comenzó en julio de 2022, con ocho capítulos pactados.

## Lanzamiento y marketing
El primer punto promocional de la serie fue mediante un teaser trailer en septiembre de 2022, coincidiendo con su presentación en el FesTVal. El 1 de diciembre de 2022, Atresplayer Premium confirmó que el primer capítulo de la serie sería preestrenado en directo, el 25 de diciembre a las 20:00 en la plataforma, mientras que los otros siete llegarían más adelante en algún punto de 2023. En Francia, la serie fue adquirida por Groupe M6 (cuya cadena principal, M6, emitió la serie original con éxito en 2004) para la plataforma de streaming Salto, la cual también preestrenará el primer capítulo de la serie el 25 de diciembre de 2022 a las 21:00, una hora después de su estreno en España.

## Ausencias destacables
- Pablo Puyol
- Silvia Marty
- Raúl Peña
- Dafne Fernández
- Y casi todo el reparto del elenco de profesores/as de la serie original Un paso adelante.